# 라이언 오언스

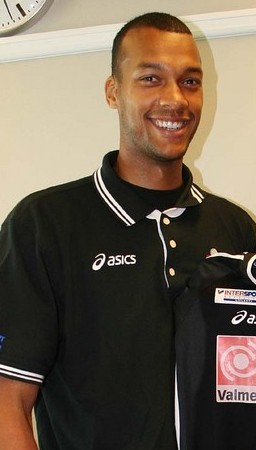
라이언 오언스

라이언 오언스(Ryan Owens, 1980년 10월 20일 ~ )는 미국의 배구 선수다.